# Все королівське військо (фільм, 1949)
«Все королівське військо» (англ. All the King's Men) — американський драматичний фільм 1949 р., сценарій якого створено за мотивами роману Роберта Пенна Воррена «Все королівське військо». Режисером фільму був Роберт Россен, а в ролі губернатора Віллі Старка знімався відомий актор Бродерік Кроуфорд.

## Сюжет
«Все королівське військо» — це історія політичної кар'єри Віллі Старка. Історія людини, яка сама пробила собі шлях до губернаторського крісла. Пройшовши шлях від рядового і чесного скарбника в одному з графств штату, він поступово втрачає свою політичну цноту, і стає таким же цинічним і зіпсованим, як і ті політики й можновладці проти яких він боровся.

## У ролях
- Бродерік Кроуфорд — Віллі Старк
- Джон Ірланд
- Джоан Дрю
- Джон Дерек

## Виробництво
Розен спочатку запропонував головну роль Джону Вейну, проте йому здалося, що запропонований сценарій непатріотичний і він відмовився від фільмування. Натомість на роль Віллі Старка погодився Бродерік Кроуфорд і 1949 р. отримав за її виконання премію «Оскар» за найкращу чоловічу роль. При цьому він переміг саме Джона Вейна, якого також номінували на «Оскара» за роль у фільмі «Піски Іводзіми» (англ. Sands of Iwo Jima).

## Нагороди
Фільм отримав три премії «Оскар», зокрема:
- за найкращий фільм року — Роберт Россен
- за найкращу чоловічу роль — Бродерік Кроуфорд за роль Віллі Старка
- за найкращу жіночу роль другого плану Мерседес Маккембрідж за створення образу Седі Берк

Окрім того, ще у чотирьох категоріях фільм номінувався на «Оскар»:
- за найкращу чоловічу роль другого плану Джон Ірланд
- за найкращу режисуру — Роберт Розен
- за найкращий монтаж — Ал Кларк
- за найкращу адаптацію літературного твору і сценарій — Роберт Розен

У 2001 році в США фільм визнано «культурно значущим».